# Novonor
A Novonor (anteriormente Organização Odebrecht, ou Grupo Odebrecht, ou apenas Odebrecht) é um conglomerado empresarial brasileiro de capital fechado que atua em diversas partes do mundo nas áreas de construção e engenharia, química e petroquímica, energia, entre outros. A empresa foi fundada pelo engenheiro pernambucano Norberto Odebrecht no ano de 1944, em Salvador, na Bahia, e atualmente está presente em 21 países distribuídos por todo o Continente Americano, na África, na Europa e no Oriente Médio.
Em dezembro de 2016, o grupo Odebrecht (o que inclui a Braskem) admitiu o pagamento de propina em 12 países para centenas de políticos, e firmou com os Estados Unidos, Suíça e Brasil o maior acordo de leniência do mundo. Em junho de 2019, a Odebrecht pede recuperação judicial, sendo homologada pela justiça em julho do ano seguinte. Em dezembro de 2020, o grupo altera seu nome para Novonor em uma tentativa de desassociar o sobrenome da família do fundador do escândalo de corrupção revelado pela Operação Lava Jato.
Em julho de 2022 um acordo entre a Novonor e Marcelo Odebrecht foi firmado, com o acordo, Marcelo deixa de ser acionista da empresa e encerra uma batalha judicial iniciada em 2020.

## História
O primeiro Odebrecht a chegar ao Brasil foi Emil Odebrecht. Ele veio em 1856, no auge da imigração germânica, para o Vale do Itajaí, em Santa Catarina. Engenheiro formado pela Universidade de Greifswald, na Prússia, participou ativamente da demarcação de terras, de levantamentos topográficos e da construção de estradas no sul do Brasil. Casado com Bertha Bichels, teve quinze filhos. Emílio Odebrecht, um de seus netos e pai de Norberto Odebrecht, foi um dos pioneiros no uso do concreto armado no Brasil.
Em 1918, Emílio Odebrecht, após cursar a Escola Politécnica do Rio de Janeiro, transferiu-se para o Recife, cidade que se modernizava e se expandia com o desenvolvimento da economia canavieira. No ano seguinte, fundou no Recife sua primeira empresa, a construtora Isaac Gondim e Odebrecht Ltda. Em 1923, criou a Emílio Odebrecht & Cia., responsável pela construção de várias edificações no período entre guerras, nos estados de Pernambuco, Alagoas, Ceará e Bahia. Em 1926, transferiu-se para Salvador em busca de novas oportunidades.
Com o início da Segunda Guerra Mundial, os materiais de construção, vindos da Europa, tornaram-se caros e escassos, deflagrando uma crise no sector. Desgostoso, Emílio Odebrecht fechou a antiga empresa e retirou-se dos negócios.
Coube ao seu filho Norberto Odebrecht, nascido no Recife e formado pela Escola Politécnica da Bahia, substituí-lo e fundar a Construtora Norberto Odebrecht, na primeira metade dos anos 40. Em 2005, a empresa montou uma exposição na sede da empresa em Salvador com imagens e histórias da sua trajetória de sucesso nacional e internacional. É a maior empresa de construção civil do Brasil e indicada a uma das melhores para se trabalhar.

### Cronologia
- 1944–1945: Norberto Odebrecht estabelece uma empresa de propriedade privada, o marco de fundação do Grupo Odebrecht. A empresa se torna a Norberto Odebrecht Construtora Ltda.
- 1957–1965: Norberto Odebrecht paga todas as dívidas pertencentes a Emílio Odebrecht & Cia (empresa de seu pai). A empresa muda seu nome para a Construtora Norberto Odebrecht SA (atual OEC).
- 1970–1973: É criada a Fundação Odebrecht, focado no fornecimento de prestações de segurança social aos trabalhadores da Odebrecht. Além disso, a Odebrecht compromete-se em grandes projetos de construção na região sudeste do Brasil.
- 1979–1980: Odebrecht começa a se expandir internacionalmente e a diversificar seus negócios. CBPO se funde com o Grupo Odebrecht.
- 1981: Odebrecht S.A. é criada.
- 1986: Aquisição da Tenenge, empresa especializada em engenharia eletrônica e construção industrial pesada.[21]
- 1990: Odebrecht entra no mercado dos EUA e torna-se a primeira empresa brasileira a ganhar um contrato do governo federal dos EUA.
- 1999: Odebrecht concentra-se no desenvolvimento sustentável das micro regiões, no nordeste do Brasil e marca 40 anos de contribuições para a cultura e a arte brasileira.
- 2000: Odebrecht é classificada como melhor empresa de engenharia e construção da América Latina e um dos 30 maiores exportadores de serviço do mundo pela Engineering News-Record.
- 2002: Odebrecht consolida sua participações no setor petroquímico e constitui a Braskem.[22][23] É a maior produtora petroquímica da América Latina. O grupo alcança o marco de 1.000 membros com mais de 25 anos de serviço.
- 2004–2007: O Grupo Odebrecht celebra o seu 60º aniversário. ETH Bioenergia é criada para produzir etanol, açúcar e bioenergia, com participação acionária da japonesa Sojitz Corporation). Em 2013, muda o nome para Odebrecht Agroindustrial.[24]
- 2013: Odebrecht junto com a EBX, empresa de Eike Batista faz parte do consórcio que irá administrar o Maracanã, pelos próximos 30 anos.
- 2020: Mudança de nome para Novonor.

## Estrutura do grupo
A Construtora Norberto Odebrecht foi fundada por Norberto Odebrecht, em 1944, na cidade de Salvador, Bahia. A Braskem foi constituída em 2002  a partir da fusão da Copene com a Trikem, do grupo Odebrecht, e o Grupo Mariani. A Trikem foi o resultado das fusões e aquisições do grupo Odebrecht no setor petroquímico, no qual ela já tinha participação desde meados dos anos 1970. A Braskem é a maior produtora de propileno nos Estados Unidos e a maior fabricante mundial de biopolímeros, produzido a partir do etanol de cana-de-açúcar. A Tecnologia Empresarial Odebrecht, conhecida como TEO, é a base de todas as acções da organização, em quaisquer dos seus negócios.
Ela é formada pela holding Odebrecht S.A., fundado em 1981, que administra a Construtora Norberto Odebrecht S.A., Foz do Brasil (Saneamento básico e tratamento de resíduos industriais), a Braskem S.A. Petroquímica que é a maior empresa petroquímica da América Latina, e tem sido presença constante na lista das 50 maiores empresas químicas do mundo, com exportações para 60 países em todos os continentes do mundo. Por receita a Braskem é a quarta maior das Américas e o nona no mundo; Odebrecht Realizações Imobiliárias (controladora da Bairro Novo Empreendimentos Imobiliários Lda.), a Odebrecht Investimentos em Infra-estrutura Lda. Odebrecht Óleo e Gás que opera no setor de exploração petrolífera e entre 2010 e 2011 passou a ter como acionistas a Temasek, fundo soberano de Singapura, e a Gávea investimentos.
A Odebrecht presta serviços de engenharia e construção na maioria dos países da América do Sul, na América Central, nos Estados Unidos, em Angola e outros países da África, em Portugal e no Oriente Médio.

### Divisões
A Novonor S.A. (anteriomente Odebrecht S.A.) divide-se essencialmente nas seguintes subsidiárias:
- OTP (anteriormente Odebrecht TransPort) – Atua no setor ferroviário, rodoviário, de transporte urbano, de infraestrutura de logística (portuária e dutos) e aeroportuário. No passado foi proprietária da SuperVia e Embraport (Empresa Brasileira de Terminais Portuários).
- Odebrecht Engenharia & Construção (OEC) – constrói projetos de infraestrutura (energia, logística, transporte urbano, saneamento entre outros) e monta instalações industriais no Brasil e no exterior, atendendo a clientes públicos e privados de uma gama de diferentes setores em todo o mundo. Reúne membros de 65 nacionalidades diferentes, mantendo uma qualidade padrão e respeitando as características únicas de cada região.
- OR (anteriormente Odebrecht Realizações Imobiliárias) – desenvolve empreendimentos residenciais, empresariais, de comerciais e de Turismo.
- Braskem – produz matéria-prima de forma integrada, como etano, propano e cloro, e produtos petroquímicos segunda geração, como resinas termoplásticas.
- Enseada Indústria Navalː complexo naval, industrial e logístico com capacidade de realizar projetos de construção, reparo e manutenção naval e offshore[34]
- Horiens (anteriormente Odebrecht Administradora e Corretora de Seguros) – protege os ativos dos acionistas por identificação, mitigação e gerenciamento de riscos.
- Vexty (anteriormente Odeprev) – concebe e opera planos de previdência complementar para os membros da Novonor, preparando-os para a aposentadoria.
- Fundação Norberto Odebrecht (Fundação) – promove a educação dos jovens para a vida, através do trabalho e para valores, bem como o desenvolvimento sustentável de cadeias produtivas.

Outras subsidiárias e controladas (exceto em recuperação judicial):
- Abiatar SPE Empreendimentos Imobiliários
- Agrovia do Nordeste
- Arena Itaquera (SPE Arena Corinthians)
- Arena Pernambuco Negócios e Investimentos (Arena Pernambuco)
- Braskem América
- Braskem Idesa
- Braskem Netherlands
- CBPO Engenharia (CBPO)
- Companhia de Bioenergia de Angola (Biocom)
- Compaña Energética Del Centro (CEC)
- Complexo Maracanã Entretenimento (Complexo Maracanã)
- Concesionaria Chavimochic
- Concesionaria Interoceanica Norte (IRSA Norte)
- Concesionaria Interoceanica Sur-tramo 2 (IRSA 2)
- Concesionaria Interoceanica Sur-tramo 3 (IRSA 3)
- Concessionária Bahia Norte (CBN)
- Concessionária do Centro Administrativo do Distrito Federal (Centrad)
- Concessionária Move São Paulo (Move SP)
- Concessionária Rota do Atlântico (CRA)
- Concessionária Rota do Oeste (CRO)
- Concessionária Rota dos Coqueiros (CRC)
- Concesionaria Trasvase Olmos (OLMOS)
- Condor Participações
- Construtora Norberto Odebrecht (CNO)
- Construtora Norberto Odebrecht Colombia (CNO Colombia)
- Construtora Norberto Odebrecht Costa Rica (CNO Costa Rica)
- Enseada Indústria Naval
- Enseada Indústria Naval Participações
- Fazendas Reunidas Vale do Juliana (FRVJ)
- Fonte Nova Negócios e Participações (Arena Fonte Nova)
- Horiens Consultoria e Corretora de Seguros (anteriormente Odebrecht Administradora e Corretora de Seguros)
- Inversiones em Infraestructura de Transportes por Ductos
- Kuntur Proyectos de Hidrocarburos En El Sur (KPH)
- Madeira Energia (Mesa)
- Nitrocolor
- Novonor Ambiental (NA) (anteriormente Odebrecht Ambiental)
- Novonor Ambiental Participações (NA Par) (anteriormente Odebrecht Ambiental Participações)
- Novonor Defesa e Tecnologia (NDT) (anteriormente Odebrecht Defesa e Tecnologia)
- Novonor Finance (NFL) (anteriormente Odebrecht Finance)
- Novonor Properties Investimentos (NP Inv) (anteriormente Odebrecht Properties Investimentos)
- NVN International Corporation (NVNIC) (anteriormente ODB International Corporation)
- Ocyan Participações (anteriormente Odebrecht Óleo e Gás)
- ODB Investimento em Concessões Rodoviárias, Unipessoal (OICR)
- Odebrecht Argentina
- Odebrecht Energía Del Perú (ODBEP)
- Odebrecht Engenharia e Construção
- Odebrecht Engenharia e Construção Internacional (OECI)
- Odebrecht Holdco Finance Limited (ODB Holdco)
- Odebrecht Infra-Estruturas Logisticas, SGPS (OIL)
- Odebrecht Ingenieria y Construccion International (OICI)
- Odebrecht Investimento em Concessões Ferroviárias, SGPS (OICF)
- OEC (anteriormente Odebrecht Infraestrutura)
- OEC Finance Limited
- OOGTK Libra Gmbh
- OR Empreendimentos Imobiliários e Participações (anteriormente Odebrecht Realizações Imobiliárias)
- OTP (anteriormente Odebrecht TransPort)
- OTP Mobilidade (anteriormente Odebrecht Mobilidade)
- OTP Rodovias
- Química da Bahia Indústria e Comércio
- Rio Trens Participações (RTP)
- Rutas de Lima
- Santo Antonio Energia (SAESA)
- Technip Odebrecht PLSV (Technip)
- Vexty (anteriormente Odebrecht Previdência - Odeprev)
- Worldwide Insurance Solutions (Wins)

### Operações
As principais áreas de negócio são engenharia, construção, indústria, imobiliário e no desenvolvimento e operação de projetos de infraestrutura e energia.
O Grupo desenvolve e gerencia projetos de infraestrutura, em colaboração com parceiros públicos e privados. Além disso, a Odebrecht está envolvida nos negócios de petróleo e gás, coleta de lixo, bem como transporte e construção em Portugal e do sector imobiliário, agronegócio e de mineração em Angola. No total, o grupo possuí negócios em 21 países, alcançando quatro continentes.
No ano fiscal de 2009, o Grupo teve mais de metade de suas vendas no mercado interno. No entanto, a empresa é principal exportador de serviços, especialmente em outros países emergentes e em desenvolvimento. A Odebrecht fora do Brasil alcançou vendas principalmente no resto da América Latina e no Caribe (2009: 21,3%) e África (11,3%), especialmente nas ex-colônias portuguesas de Angola e Moçambique. Na América do Norte e na Europa em 2009 representavam apenas 5,1% e 4,0% respectivamente das receitas.

### Principais obras

#### No Brasil
- Arena Corinthians, São Paulo-SP;
- Arena Pernambuco, São Lourenço da Mata-PE;
- Aeroporto Tom Jobim, Rio de Janeiro-RJ;
- Aeroporto Santos Dumont, Rio de Janeiro-RJ;
- Metrô do Recife, Recife-PE.
- Avenida Luis Viana Filho, Salvador-BA;
- Avenida Contorno, Salvador-BA;
- Bairro da Pituba, Salvador-BA;
- Bairro do Caminho das Árvores, Salvador-BA;
- Bairro de Villas do Atlântico, Lauro de Freitas-BA;
- Estádio Cornélio de Barros, Salgueiro-PE;
- Estádio Octávio Mangabeira, Salvador-BA
- Estádio do Maracanã, Rio de Janeiro-RJ;
- Edifício da Petrobrás, Rio de Janeiro-RJ;
- Ferrovia Transnordestina;
- Rodoanel Mário Covas, São Paulo-SP;
- Refinaria Abreu e Lima, Ipojuca-PE.
- UHE Santo Antônio, Porto Velho-RO.
- UHE Teles Pires, Divisa de Mato Grosso com Pará.
- UHE Belo Monte, Altamira-PA.
- Escolas municipais (UMEIs e EMEFs), Belo Horizonte-MG.
- Parque Avenida, Belo Horizonte-MG.

#### Nos Estados Unidos
- Miami-Dade Metrorail, Miami;
- Conexão Miami Intermodal Center-Earlington Heights Station, Miami;
- MIA Mover (transporte hectométrico), Miami;
- FIU Stadium, Miami;
- Aeroporto Internacional de Miami, Miami;
- Adrienne Arsht Center (para artes de espectáculo), Miami;
- I-40, Albuquerque;
- The Ritz Carlton Hotel, Várias cidades dos Estados Unidos;
- Key Biscayne, Condado de Miami-Dade;
- Aeroporto Internacional de Orlando, Orlando;
- AmericanAirlines Arena, Miami;
- Garcon Point Bridge, Condado de Santa Rosa;
- SR 826 Palmetto, Miami;
- Seven Oaks Dam, Mentone (Califórnia);
- Merrill Barber Bridge, Condado de Indian River.

#### Em Portugal
- Metropolitano de Lisboa, Lisboa.
- Ponte Vasco da Gama, Lisboa.
- Aproveitamento Hidrelétrico Baixo Sabor, Trás-os-Montes.

#### Em Angola
- Central Hidroelétrica de Laúca, Cuanza Norte.[39]
- Central Hidroelétrica de Cambambe, Malanje.
- Central Hidroelétrica de Capanda, Malanje.

### Fundação Norberto Odebrecht
A Fundação Norberto Odebrecht é uma instituição privada e sem fins lucrativos criada por Norberto Odebrecht em 1965. Atua por meio da coordenação do PDCIS (Programa de Desenvolvimento e Crescimento Integrado com Sustentabilidade), uma tecnologia social com seis frentes integradas que visam o combate à pobreza e à desigualdade e a promoção do desenvolvimento territorial sustentável. Criado em 2003 no Baixo Sul da Bahia e com impactos comprovados, o PDCIS pode ser reaplicado em outras regiões de vulnerabilidades sociais.
Vencedora de reconhecimentos como o Prêmio ao Serviço Público das Nações Unidas (em 2010) e o Selo ONG Transparente (em 2019), a Fundação Norberto Odebrecht tem como missão educar para vida, pelo trabalho, para valores e superação de limites.

### Odebrecht Angola
Odebrecht Angola é uma empresa angolana que atua na área de engenharia, agroindústria e construção civil. É uma subsidiaria do grupo industrial brasileiro Odebrecht, sendo atualmente a maior empregadora de Angola, com cerca de 20 mil empregados.

### Odebrecht USA
A Odebrecht USA ou, em português, Odebrecht Estados Unidos, é uma empresa americana de engenharia e construção civil subsidiária da empresa brasileira Odebrecht. Atualmente a sua sede está localizada em Coral Gables, na Região Metropolitana de Miami, na Flórida. Dentre os projetos da Odebrecht USA, está o em Miami com a construção da American Airlines Arena, sede do Miami Heat, além  do Centro Adrianne Arsht para as Artes Performáticas. Em Fort Lauderdale, a empresa participou da construção da 3ª pista do aeroporto do país no Aeroporto Internacional Fort Lauderdale-Hollywood.

### Antigos negócios
- Atvos (anteriormente Odebrecht Agroindustrial) – produz álcool combustível (etanol), açúcar e energia elétrica com uso da cana de açúcar. Vendido para o fundo Mubadala em 2023.[31][45][46]
- Novonor Properties (NP Inv) (anteriormente Odebrecht Properties) – Proprietária majoritária com 90% do "Consórcio Maracanã". Responsável pela gestão, operação e manutenção do Complexo do Estádio Jornalista Mário Filho, o Maracanã, pelo período de 35 anos. Ainda onduz operações em setores de infraestrutura diversificada, investe em transporte, logística, energia, outras arenas esportivas e irrigação. (Atualmente em Recuperação Judicial). Em 2019, o governo do Rio de Janeiro anulou a concessão.[47]
- Novonor Defesa e Tecnologia (NDT) (anteriormente Odebrecht Defesa e Tecnologia) – criada em 2011, a Odebrecht Defesa e Tecnologia provê soluções inovadoras que contribuem para a autonomia tecnológica brasileira e das Forças Armadas por meio de projetos, tecnologias e produtos de alta complexidade de uso militar e civil. Em agosto de 2016, o Conselho Administrativo de Defesa Econômica autorizou a venda da divisão para a israelense Elbit. O motivo da venda seria a crise financeira na qual o grupo foi lançado pelas investigações de corrupção da Operação Lava Jato. Assim, desde 2017 à ODT bem com à Mectron deixou de existir.[48]
- Em 22 de março de 2023, a Eletrobras comunicou que a sua subsidiária Furnas adquiriu as participações diretas e indiretas da Cemig, da Andrade Gutierrez Participações e Novonor Energia do Brasil na Madeira Energia S.A. (Mesa), dona da Santo Antônio Energia, que gere a usina hidrelétrica de Santo Antônio.[49]
- Ocyan (anteriormente Odebrecht Óleo e Gás) – criada em 1979, atua como prestadora de serviços integrados do setor de petróleo e gás e operadora de plataformas. Opera desde 2013 a FPSO Cidade de Itajaí. A empresa foi vendida a EIG por US$390 milhões em dezembro de 2023.[50][51]

## Problemas legais

### Operação Lava Jato
Em novembro de 2014, a Polícia Federal deflagrou uma nova fase da Lava Jato, que envolveu buscas em grandes empreiteiras, como a Construtora Odebrecht, Camargo Corrêa, Andrade Gutierrez e outras empreiteiras companhias. Além de corromper funcionários do alto escalão da Petrobras, foi descoberto indícios de cartel entre construtoras na agenda do executivo Márcio Faria, ligado à Construtora Odebrecht. Márcio Faria foi diretor da Construtora Norberto Odebrecht e, segundo os procuradores, era o representante do grupo no "clube vip" de empresas que apossaram de contratos bilionários da Petrobras entre 2004 e 2014. Segundo denúncia do Ministério Público Federal (MPF), eram oferecidas vantagens indevidas, propina, para que funcionários da estatal não só se omitissem na adoção de providências contra o funcionamento do "clube", como também para que estivessem à disposição sempre que fosse necessário para garantir que o interesse das cartelizadas fosse atingido.
No dia 8 de março de 2016, o então presidente da empreiteira, Marcelo Odebrecht, foi condenado a 19 anos e quatro meses de prisão por corrupção, lavagem de dinheiro e associação criminosa na Operação Lava Jato. Na sentença de 234 páginas, o juiz Sergio Moro destrincha os argumentos do MPF, das defesas dos executivos e as informações do Ministério Público suíço sobre contas controladas pela Odebrecht no exterior para concluir que Marcelo Odebrecht foi o "mandante" dos crimes praticados pelo grupo empresarial. Foram sentenciados com a mesma pena e pelos mesmos crimes no processo os executivos Márcio Faria e Rogério Araújo, ex-diretores da Odebrecht. Também foram condenados os executivos César Ramos Rocha e Alexandrino Alencar, ligados à Odebrecht. Marcelo Odebrecht, Márcio Faria e Rogério Araújo estavam presos desde 19 de junho de 2015 quando foi deflagrada a Operação Erga Omnes, 14ª fase da Lava Jato.
Ao final de 2016, o grupo Odebrecht, que inclui a Braskem, assumiu diante das autoridades brasileiras e internacionais assumiu corrupção e pagamento de propinas a políticos de doze países, incluindo o Brasil. Em 17 de abril de 2017, um juiz estadunidense sentenciou a Odebrecht a pagar 2,6 bilhões de dólares em multas em caso criminal de corrupção, assinando acordo entre a empresa e autoridades brasileiras, norte-americanas e suíças. O juiz distrital Raymond Dearie disse em uma audiência na corte federal do Brooklyn que cerca de 93 milhões de dólares serão destinados aos Estados Unidos, 2,39 bilhões de dólares ao Brasil e 116 milhões de dólares à Suíça.

#### Compra de banco estrangeiro para pagar propina
Em 20 de junho, o delator da Operação Lava Jato Vinícius Veiga Borin afirmou a força-tarefa do Ministério Público Federal (MPF) que a Odebrecht, através de funcionários e terceiros, chegou a comprar a cota majoritária de um banco em Antígua, arquipélago no Caribe usado como paraíso fiscal, para operar recursos de propina no exterior. De acordo com Borin, foi movimentado 1,6 bilhão de dólares no Meinl Bank Antiqua, sendo a maior parte dos valores ilícitos. Alvo da 26ª fase da operação, Borin foi representante no Brasil de dois bancos com sede na região e disse, em delação, que movimentava dinheiro no exterior a pedido de operadores ligados ao grupo. Borin trabalhou em São Paulo na área comercial do Antigua Overseas Bank (AOB), entre 2006 e 2010. Ele e outros ex-executivos do AOB se associaram a Fernando Migliaccio e Luiz Eduardo Soares, então executivos do Departamento de Operações Estruturadas, nome oficial da central de propinas da empreiteira da Odebrecht para adquirir a filial desativada do Meinl Bank, de Viena, em Antígua, um paraíso fiscal no Caribe. A Odebrecht informou que não vai se manifestar a respeito das declarações de Borin. A empresa e os executivos negociam acordos de colaboração premiada com a Justiça.

### Expropriação por parte do Equador
O Poder Público do Equador expropriou a Odebrecht em setembro de 2008 (um aeroporto regional, dois projetos de energia hidrelétrica, com um valor total de 800 milhões de dólares) e enviou tropas para evitar que os funcionários da empresa deixassem o país.